# جيسون إسترادا
جيسون إسترادا (بالإنجليزية: Jason Estrada)‏ مواليد 30 نوفمبر 1980 في رود آيلاند، الولايات المتحدة، هو ملاكم أمريكي يصنف ضمن فئة الوزن الثقيل. شارك في دورة الألعاب الأولمبية الصيفية.

## إحصائيات
خاض خلال مسيرته 25 نزالا، فاز في 20 ولم يتعادل وخسر في 4. فاز بالضربة القاضية في 6 نزالا.

## الميداليات
| الميدالية | المسابقة                    |
| --------- | --------------------------- |
| ذهبية     | دورة الألعاب الأمريكية 2003 |

## روابط خارجية
- جيسون إسترادا على موقع بوكس ريك (الإنجليزية) (registration required)
- جيسون إسترادا على موقع اللجنة الأولمبية الدولية (الإنجليزية)
- جيسون إسترادا على موقع أوليمبيديا (الإنجليزية)